# Кадино село (община Пале)
Кадино село (на сръбски: Кадино Село) е село в Босна и Херцеговина, разположено в община Пале, в ентитета на Република Сръбска. Намира се на 1052 метра надморска височина. Населението му според преброяването през 2013 г. е 203 души, от тях: 202 (99,50 %) сърби и 1 (0,49 %) неизвестен.

## Население
Численост на населението според преброяванията през годините:
- 1961 – 315 души
- 1971 – 328 души
- 1981 – 292 души
- 1991 – 257 души
- 2013 – 203 души